# Zbigniew Zakrzewski (bokser)
Zbigniew Zakrzewski (ur. 9 maja 1949) – polski bokser, mistrz i reprezentant Polski.

## Życiorys
Był mistrzem  Polski w wadze półśredniej  (do 67 kg) w 1970, wicemistrzem w wadze lekkośredniej (do 71 kg) w 1976, a także brązowym medalistą w wadze lekkośredniej w 1974. Był również mistrzem Polski juniorów  w wadze lekkopółśredniej (do 63,5 kg) w 1967.
Zdobył srebrny medal w kategorii lekkośredniej na Spartakiadzie Gwardyjskiej w Sofii w 1972.
W latach 1970–1971 czterokrotnie wystąpił w reprezentacji Polski, odnosząc 1 zwycięstwo i ponosząc 3 porażki.
Zwyciężył w kategorii lekkośredniej w turniejach „Gryfa Szczecińskiego” w 1971 i „Laur Wrocławia” w 1976.